# 반다르 빈 술탄

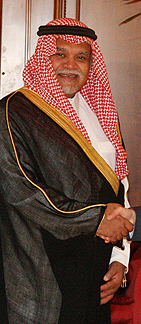
반다르 빈 술탄

반다르 빈 술탄(Bandar bin Sultan, 1949년 3월 2일 ~ )은 사우디아라비아의 왕자이며, 1983년부터 2005년까지 사우디아라비아의 미국 대사를 했다. 2005년에 국가안전보장위원회의 사무총장, 2012년 7월에 중앙정보국(GIP)의 수장으로 임명되었다.

## 학력
- 영국 왕립공군학교 크랜웰 (Royal Air Force College Cranwell)
- 사우디아라비아 공군
- 존스 홉킨스 대학교 폴 니츠 고등국제학대학 석사

## 참고
1. ↑  사우디 새 정보수장에 주미대사 출신 반다르